# Хойники (Брестская область)
Хойники (бел. Хойнікі) — деревня в Берёзовском районе Брестской области Беларуси. Входит в состав Малечского сельсовета.

## География
Деревня находится в центральной части Брестской области, при автодороге Р-101, на расстоянии приблизительно 14 километров (по прямой) к западу от города Берёза, административного центра района. Абсолютная высота — 156 метров над уровнем моря. Площадь населённого пункта — 0,3554 км².

## История
По состоянию на 1905 год, в Хойниках проживало 323 человека. В административном отношении деревня входила в состав Малечской волости Пружанского уезда Гродненской губернии.
Согласно Рижскому мирному договору (1921), деревни Хойники I и Хойники II вошли в состав межвоенной Польши. Входили в состав гмины Малеч Пружанского повета Полесского воеводства Польши. В 1921 году в обеих деревнях числилось 249 жителей, проживавших в 49 домах. В этническом составе населения того периода поляки составляли 53 % и белорусы — 47 %. В конфессиональном составе населения преобладали православные христиане (88 %) и иудеи — 10 %.
С 1939 года в БССР.

## Население
По данным переписи 2019 года, в деревне проживало 67 человек.
| Год  | Население, человек |
| ---- | ------------------ |
| 1905 | 323                |
| 1921 | ↘ 249              |
| 2009 | ↘ 77               |
| 2019 | ↘ 67               |